# Robert Phillis
Robert Phillis (Wagga Wagga, 27 aprile 1956) è un pilota motociclistico australiano ritiratosi dall'attività agonistica.

## Carriera
Ha iniziato la sua carriera correndo nel dirt track e motocross prima di passare sulle corse su strada nel 1974. Ha vinto nel 1988 il campionato australiano Superbike (il sesto titolo in carriera) a bordo di una Kawasaki GPX750R, ottenendo così la sponsorizzazione del team Kawasaki Australia per partecipare al campionato mondiale Superbike.
Nel mondiale Superbike, correndo sempre con Kawasaki, è giunto terzo nel 1991 e nel 1992, ottenendo 4 vittorie, 27 podi, 3 pole e 6 giri veloci. Nel 1997 prende parte al Gran Premio di Oschersleben nel campionato mondiale Supersport; in sella ad una Bimota termina la gara al diciottesimo posto, senza ottenere punti validi per la classifica. Phillis si è ritirato dalle corse nel 1998, all'età di 42 anni.

## Risultati in gara

### Campionato mondiale Superbike
| 1988 | Moto     |  |  |  |  |  |  |   |     |   |   |  |  |  |  |   |   |   |   |  |  |  |  |  |  |  |  | Punti | Pos. |
| ---- | -------- |  |  |  |  |  |  | - | --- | - | - |  |  |  |  | - | - | - | - |  |  |  |  |  |  |  |  | ----- | ---- |
| 1988 | Kawasaki |  |  |  |  |  |  | 8 | Rit | 6 | 6 |  |  |  |  | 3 | 4 | 4 | 3 |  |  |  |  |  |  |  |  | 42    | 7º   |

| 1989 | Moto     |  |  |  |  |  |  |  |  |  |  |  |  |   |   |  |  |  |  |   |   |   |   |  |  |  |  | Punti | Pos. |
| ---- | -------- |  |  |  |  |  |  |  |  |  |  |  |  | - | - |  |  |  |  | - | - | - | - |  |  |  |  | ----- | ---- |
| 1989 | Kawasaki |  |  |  |  |  |  |  |  |  |  |  |  | 3 | 6 |  |  |  |  | 2 | 3 | 5 | 5 |  |  |  |  | 79    | 11º  |

| 1990 | Moto     |   |   |   |   |    |     |     |    |    |   |   |     |   |     |   |   |   |   |   |   |   |   |     |   |   |   | Punti | Pos. |
| ---- | -------- | - | - | - | - | -- | --- | --- | -- | -- | - | - | --- | - | --- | - | - | - | - | - | - | - | - | --- | - | - | - | ----- | ---- |
| 1990 | Kawasaki | 4 | 5 | 4 | 7 | 10 | Rit | Rit | NP | 16 | 8 | 6 | Rit | 3 | Rit | 6 | 5 | 5 | 6 | 4 | 4 | 2 | 2 | Rit | 1 | 5 | 1 | 252   | 4º   |

| 1991 | Moto     |   |   |   |     |       |       |   |   |   |   |   |   |   |   |   |     |   |     |   |   |   |   |    |    |   |   | Punti | Pos. |
| ---- | -------- | - | - | - | --- | ----- | ----- | - | - | - | - | - | - | - | - | - | --- | - | --- | - | - | - | - | -- | -- | - | - | ----- | ---- |
| 1991 | Kawasaki | 4 | 3 | 2 | Rit | [ 5 ] | [ 5 ] | 4 | 5 | 4 | 4 | 2 | 3 | 2 | 2 | 2 | Rit | 5 | Rit | 4 | 4 | 4 | 5 | NP | NP | 4 | 3 | 267   | 3º   |

| 1992 | Moto     |   |   |   |   |   |   |   |   |   |   |   |   |     |   |   |   |    |    |   |     |   |    |   |   |   |   | Punti | Pos. |
| ---- | -------- | - | - | - | - | - | - | - | - | - | - | - | - | --- | - | - | - | -- | -- | - | --- | - | -- | - | - | - | - | ----- | ---- |
| 1992 | Kawasaki | 9 | 2 | 4 | 7 | 2 | 2 | 1 | 5 | 1 | 2 | 2 | 4 | Rit | 5 | 3 | 8 | 11 | 10 | 5 | Rit | 3 | 16 | 6 | 9 | 4 | 7 | 289   | 3º   |

| 1993 | Moto     |  |  |  |  |  |  |  |  |  |  |  |  |  |  |     |   |  |  |  |  |  |  |  |  |  |  | Punti | Pos. |
| ---- | -------- |  |  |  |  |  |  |  |  |  |  |  |  |  |  | --- | - |  |  |  |  |  |  |  |  |  |  | ----- | ---- |
| 1993 | Kawasaki |  |  |  |  |  |  |  |  |  |  |  |  |  |  | Rit | 7 |  |  |  |  |  |  |  |  |  |  | 9     | 39º  |

| 1994 | Moto     |  |  |   |     |  |  |  |  |    |    |  |  |  |  |    |     |  |  |  |  |  |  |  |  |  |  | Punti | Pos. |
| ---- | -------- |  |  | - | --- |  |  |  |  | -- | -- |  |  |  |  | -- | --- |  |  |  |  |  |  |  |  |  |  | ----- | ---- |
| 1994 | Kawasaki |  |  | 9 | Rit |  |  |  |  | 10 | 13 |  |  |  |  | 16 | Rit |  |  |  |  |  |  |  |  |  |  | 16    | 33º  |

| 1996 | Moto     |  |  |  |  |     |    |     |    |    |    |  |  |  |  |    |    |    |    |  |  |  |  |    |    |  |  | Punti | Pos. |
| ---- | -------- |  |  |  |  | --- | -- | --- | -- | -- | -- |  |  |  |  | -- | -- | -- | -- |  |  |  |  | -- | -- |  |  | ----- | ---- |
| 1996 | Kawasaki |  |  |  |  | Rit | 14 | Rit | 15 | 15 | 15 |  |  |  |  | 15 | 13 | NP | NP |  |  |  |  | 17 | 16 |  |  | 9     | 32º  |

| Legenda | 1º posto        | 2º posto            | 3º posto           | A punti      | Senza punti        | Grassetto – Pole position Corsivo – Giro più veloce |
| Legenda | Gara non valida | Non qual./Non part. | Ritirato/Non class | Squalificato | '-' Dato non disp. | Grassetto – Pole position Corsivo – Giro più veloce |

### Campionato mondiale Supersport
| 1997 | Moto   |  |  |  |  |  |  |  |    |  |  |  | Punti | Pos. |
| ---- | ------ |  |  |  |  |  |  |  | -- |  |  |  | ----- | ---- |
| 1997 | Bimota |  |  |  |  |  |  |  | 18 |  |  |  | 0     |      |

| Legenda | 1º posto        | 2º posto            | 3º posto           | A punti      | Senza punti        | Grassetto – Pole position Corsivo – Giro più veloce |
| Legenda | Gara non valida | Non qual./Non part. | Ritirato/Non class | Squalificato | '-' Dato non disp. | Grassetto – Pole position Corsivo – Giro più veloce |